# Technische Universität Petronas
Die Technische Universität Petronas (UTP) (mal. Universiti Teknologi Petronas) in Teronoh, Bundesstaat Perak, ist eine private Technische Universität in Malaysia und ist heute eine Universität mit ca. 8400 Studenten. Die Universität gehört Petronas, dem 1974 gegründeten malaysischen Mineralölkonzern in Staatsbesitz.

## Geschichte

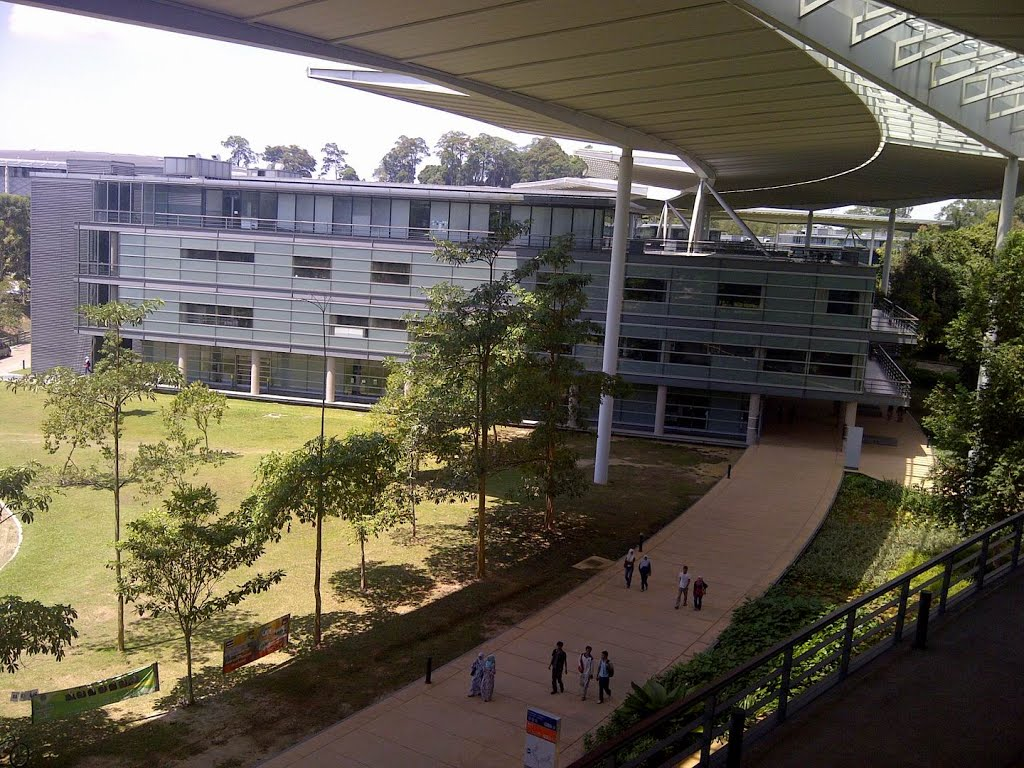
Technische Universität Petronas

Im April 1995 wurde die Institute of Technology Petronas vom Mineralölkonzern Petronas als tertiäre Bildungseinrichtung gegründet, um technische Studiengänge anzubieten. Der Studienbetrieb wurde im Juli 1995 mit 65 Studenten aufgenommen. Die Verwaltung und Lehrgebäude waren bei Petronas in Bangi und es wurden die Labors der Putra Universität Malaysia und Nationale Universität Malaysia genutzt. Die Konstituierung als Universität erfolgte am 10. Januar 1997 im Rahmen des Private Higher Learning Institution Act.

## Organisation
Die höchste Instanz der Hochschulleitung ist das Board of Directors, welches die grundsätzliche Ausrichtung der Hochschule festlegt. Der Pro Chancellor ist ein Ehrenamt und wird durch eine bekannte Persönlichkeit besetzt.
Die Universität ist in Fakultäten und Departments und Zentren gegliedert:
- Faculty of Engineering
  - Department of Chemical Engineering
  - Department of Civil and Environmental Engineering
  - Department of Electrical and Electronics Engineering
  - Department of Mechanical Engineering
  - Department of Petroleum Engineering

- Faculty of Science and Information Technology
  - Department of Computer & Information Sciences (CIS)
  - Department of Fundamental & Applied Sciences (FAS)
  - Department of Geosciences (GEO)
  - Department of Management & Humanities (M&H)

- Centre for Foundation Studies
- Centre for Graduate Studies
- Centre for Excellence in Teaching and Learning